# 布萊恩鎮區 (北達科他州博蒂諾縣)
布萊恩鎮區（英語：Blaine Township）是位於美國北達科他州博蒂諾縣的一個鎮區。

## 地方資料
布萊恩鎮區的面積為93.01平方千米，當中陸地面積為92.95平方千米，而水域面積為0.06平方千米。根據2010年美國人口普查的數據，當地共有人口26人，而人口密度為每平方千米0.28人。